# Peristylus elbertii
Peristylus elbertii är en orkidéart som beskrevs av Johannes Jacobus Smith. Peristylus elbertii ingår i släktet Peristylus och familjen orkidéer. Inga underarter finns listade i Catalogue of Life.